# Lincoln Mark LT
O Mark LT é uma picape de porte grande da Lincoln.
Foi colocado à venda pela primeira vez em janeiro de 2005 para o ano modelo de 2006, sendo essencialmente umate uma versão rebatizada com acabamento do Ford F-150. O Mark LT é o sucessor do Lincoln Blackwood falido em (que a foi vendido no Canadá), a única outra picape da amrca. O Mark LT foi construído na fábrica da Ford em River Rouge em Dearborn, Michigan, e na fábrica da Ford Cuautitlan em Cuautitlán, no México, nas mesmas linhas que o estreitamente relacionado Ford F-150 . O Mark LT também tinha tração nas quatro rodas opcional.
O Mark LT baseado na caminhonete Ford F-150. Ele usa o mesmo Triton V8 de 330 polegadas cúbicas, 300 hp (224 kW; 304 PS) 5,4  L e tem quatro portas.
Lincoln esperava vender 13.000 Mark LTs anualmente nos Estados Unidos. O Mark LT foi mais bem-sucedido do que o Blackwood em seu primeiro ano de vendas, com 10.274 unidades vendidas no primeiro ano civil de vendas (fevereiro de 2005 a fevereiro de 2006). O Mark LT de 2006 superou as vendas do Cadillac Escalade EXT, mas o EXT de 2007 ganhou consistentemente nas vendas do Mark LT.